# جيوتي أرورا
جيوتي أرورا (بالتاميلية: ஜோதி அரோரா) هي مؤلفة هندية للعديد من الكتب منها، من أجل الحلم (2011) وفتاة الليمون (2014) وجئت مثل الأمل (2017). وهي أيضا مدونه تقنية. 

## سيرتها الشخصية
تم تشخيص أرورا بمرض الثلاسيميا في عمر الثلاثة أشهر. وتركت المدرسة بسبب صحتها في الصف السابع. أكملت تعليمها من خلال التعلم بالمراسلة.  حصلت على بكالوريوس في اللغة الإنجليزية (برتبة الشرف) من جامعة دلهي. ودرجة الماجستير في الأدب الانجليزي وعلم النفس التطبيقي من جامعة أنامالاي. عملت كمُدرسة للغة الانجيلزية وكاتبة مستقلة لشركة توظيف في مجال تكنلوجيا المعلومات مقرها في الولايات المتحدة. 
تقيم في غازي آباد. 

## أعمالها
- من أجل الحلم (2011).[6][7][2]
- فتاة الليمون (2014).[4][2][1]
- جئت مثل الأمل (2017).[4][1]
- #فقط_رومانسية: مجموعة من 7 روايات رومانسية قصيرة.